# Afriberina junia
Afriberina junia är en fjärilsart som beskrevs av Eugen Wehrli 1943. Afriberina junia ingår i släktet Afriberina och familjen mätare. Inga underarter finns listade i Catalogue of Life.